# Usedom
För andra betydelser, se Usedom (olika betydelser).

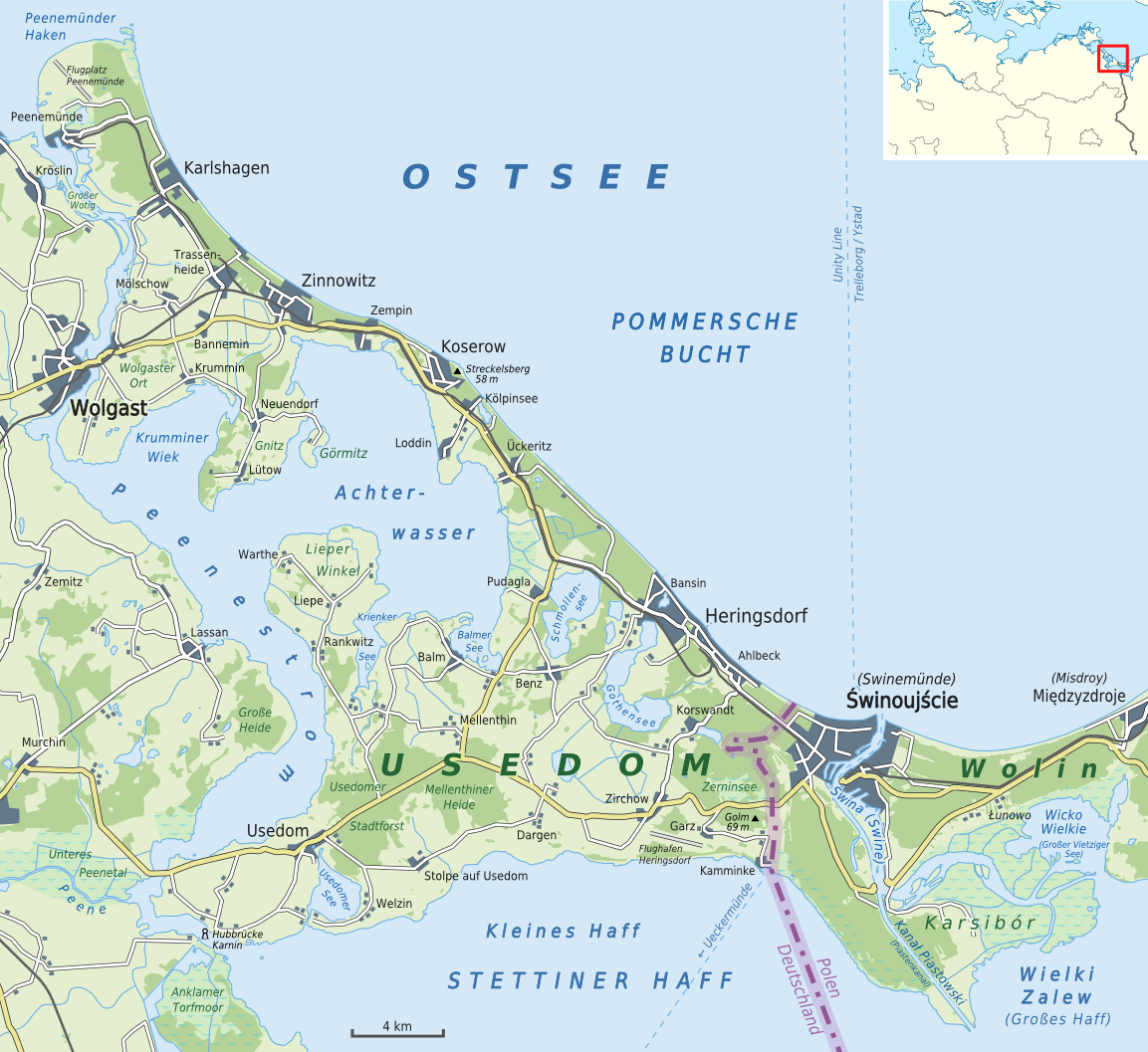
Karta

Usedom (tyska: [ˈuːzədɔm] ( lyssna); äldre svenska: Ysedom, polska: Uznam) är en 445 km² stor ö vid södra östersjökusten, delad mellan Polen och Tyskland. Den ligger norr om Stettiner Haff, och majoriteten av ön tillhör den tyska delstaten Mecklenburg-Vorpommern, medan den östra delen tillhör Västpommerns vojvodskap med staden Świnoujście (på tyska Swinemünde). Den tyska delen utgör 373 km² av ön och den polska 72 km². Den tyska delen har 31 500 invånare och den polska 45 000.

## Historia
Usedom visar spår av bosättningar redan från stenålder och har mer än 500 arkeologiska spår av bosättningar från yngre stenålder. En stengrav nära Lütow är dock det enda större synliga spåret från denna tid. Under bronsåldern blomstrade handeln mellan Oder och Östersjön, och vid Golm finns en fornborg från brytningstiden mellan yngre bronsålder och äldre järnålder. Arkeologer identifierar vissa kulturella särdrag för den så kallade Usedom-Wollingruppen, och arkeologiska fynd visar att man handlade med bärnsten som man bytte mot bruksföremål och smycken i brons. Under folkvandringstiden bosatte sig vendisk-slaviska folkgrupper i området, och de flesta platsnamn på ön har slaviskt ursprung. Under denna tid var ön tätbefolkad, med spår av fornborgar vid Neppermin, Mellenthin och Stolpe.
Från 900-talet fanns en slavisk befästning vid vad som idag är staden Usedom. Denna ort, "Urbs Osna", förstördes senast 1119 av danska trupper. Bosättningen omnämns i samband med hertigen Vratislav I av Pommerns erövring av området och kristnandet av området genom biskop Otto av Bamberg. År 1128 lät biskop Otto kalla samman de vendiska stormännen i Usedom och döpte dem i en ceremoni på pingstsöndagen. Ett kors på platsen, rest 1928, påminner idag om händelsen. 
Usedom var fram till 1200-talet ett viktigt residens för hertigarna av Pommern, men kom senare att tappa i betydelse till förmån för städerna Wolgast och Stettin. Efter flera decenniers strider mellan huvudsakligen slavisktalande invånare och danskar uppstod under 1200-talet en betydande inflyttning av tysktalande bosättare, den så kallade Ostsiedlungperioden. Nya byar grundades med treskiftesbruk och adelsmän av tysk och slavisk härkomst blev länsherrar i området. Den tidigare slaviska orten Usedom utvecklades till en tysk hantverks- och handelsstad och fick stadsrättigheter enligt Lybska rätten 1298. Omkring 1155 grundades klostret i Grobe, tillhörande Premonstratensorden, som senare kom att flyttas till Pudagla. Klostret blev med tiden en dominerande landägare på ön. I samband med den lutherska reformationen sekulariserades klostrets egendomar och införlivades 1535 med hertigdömet Pommerns kronogods.
Mellan år 1648 och 1720 tillhörde ön Sverige som del av Svenska Pommern. 1720 såldes ön till kungen av Preussen. Efter det Tyskromerska riket upplösning 1806 tillhörde ön det självständiga Preussen och ingick från 1871 till 1945 i det Tyska riket. Den östra delen tilldelades Polen år 1945 och dess tyska befolkning fördrevs västerut.  
Den mest välkända platsen på ön är förmodligen den lilla byn Peenemünde, där Luftwaffe testade sina missiler och raketer under andra världskriget. Under kriget fanns ett koncentrationsläger på ön där krigsfångar tvingades utföra slavarbete.

## Geografi
Usedom delas i två distinkta halvöar av lagunen Achterwasser, och endast ett 300 meter smalt näs förbinder de båda delarna här. Medan den nordvästra delen är mer platt och låglänt, är den sydöstra delen mer kuperad. Ön separeras i öster från grannön Wolin av sundet Świna. Staden Świnoujście ligger vid Świna i öster och den tysk-polska gränsen löper i nord-sydlig riktning några kilometer väster om sundet. Merparten av öns fasta befolkning bor i Świnoujście på den polska sidan. Det finns även en stad på ön vid namn Usedom. Den största staden på den tyska sidan är Heringsdorf. Det finns även många turistmål längs med den norra kusten, inklusive städerna Ahlbeck, Heringsdorf och Bansin, tillsammans med städerna Świnoujście och Zinnowitz.
Större delen av ön tillhör administrativt Landkreis Vorpommern-Greifswald i den tyska delstaten Mecklenburg-Vorpommern, men den mindre östligaste delen ligger i Świnoujście i det polska vojvodskapet Västpommern.

## Galleri

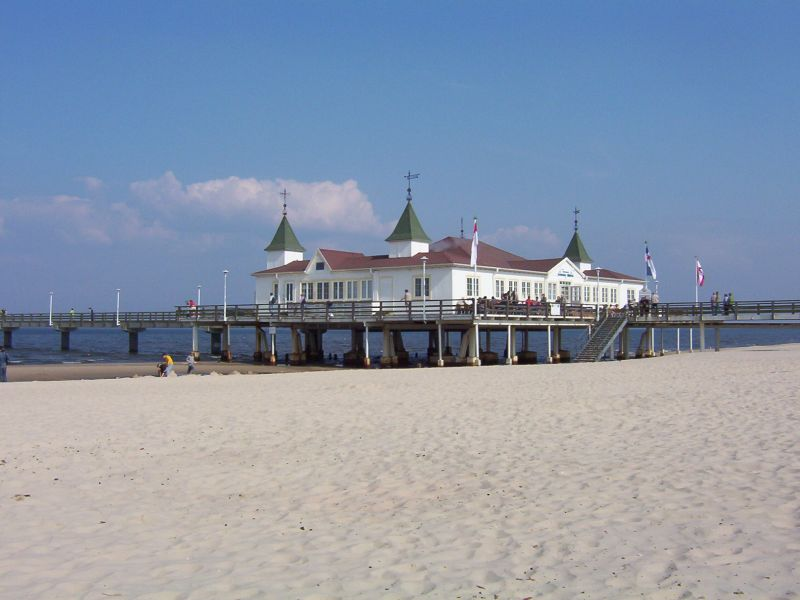
Ahlbeckbryggan
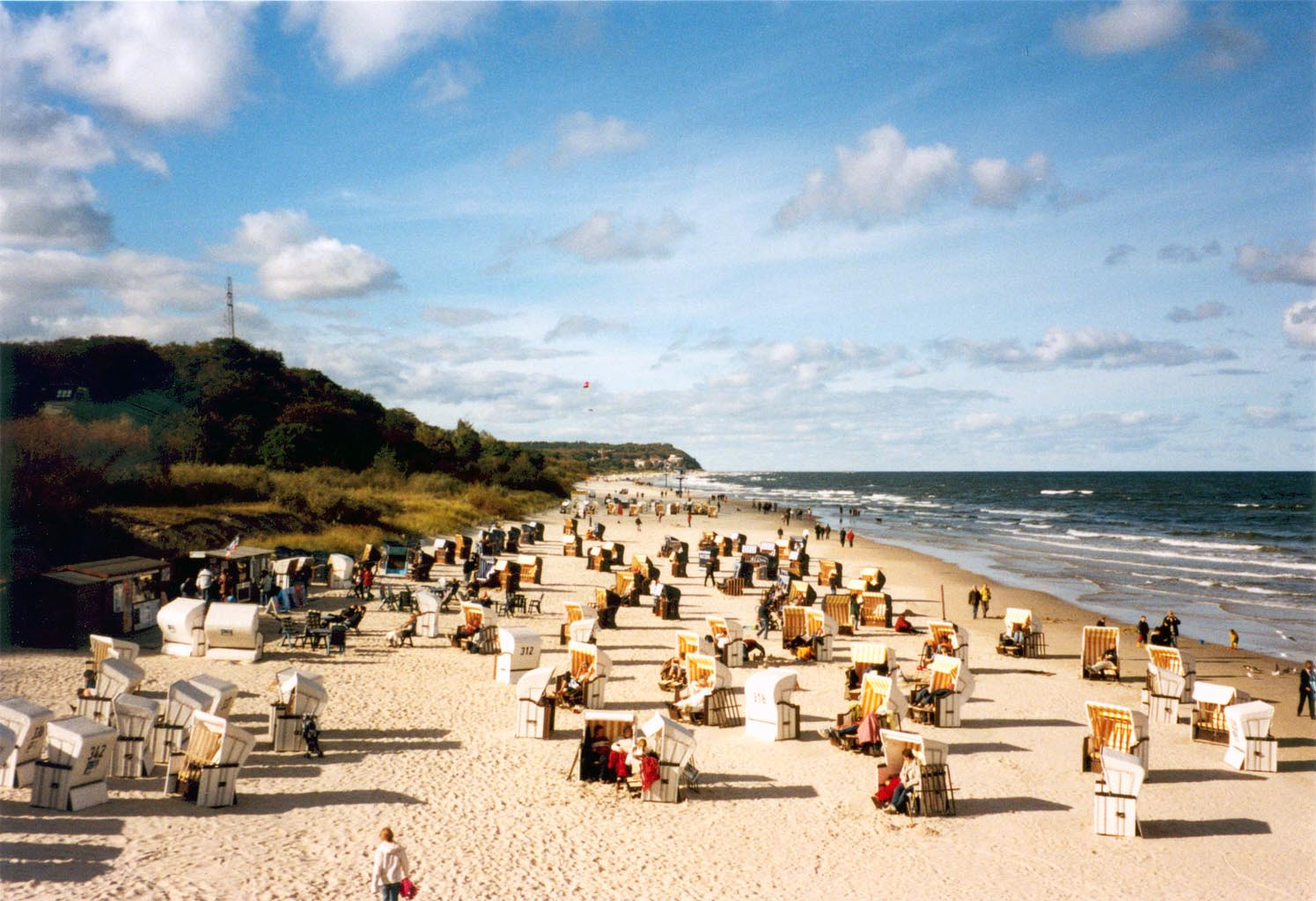
Stranden Heringsdorf
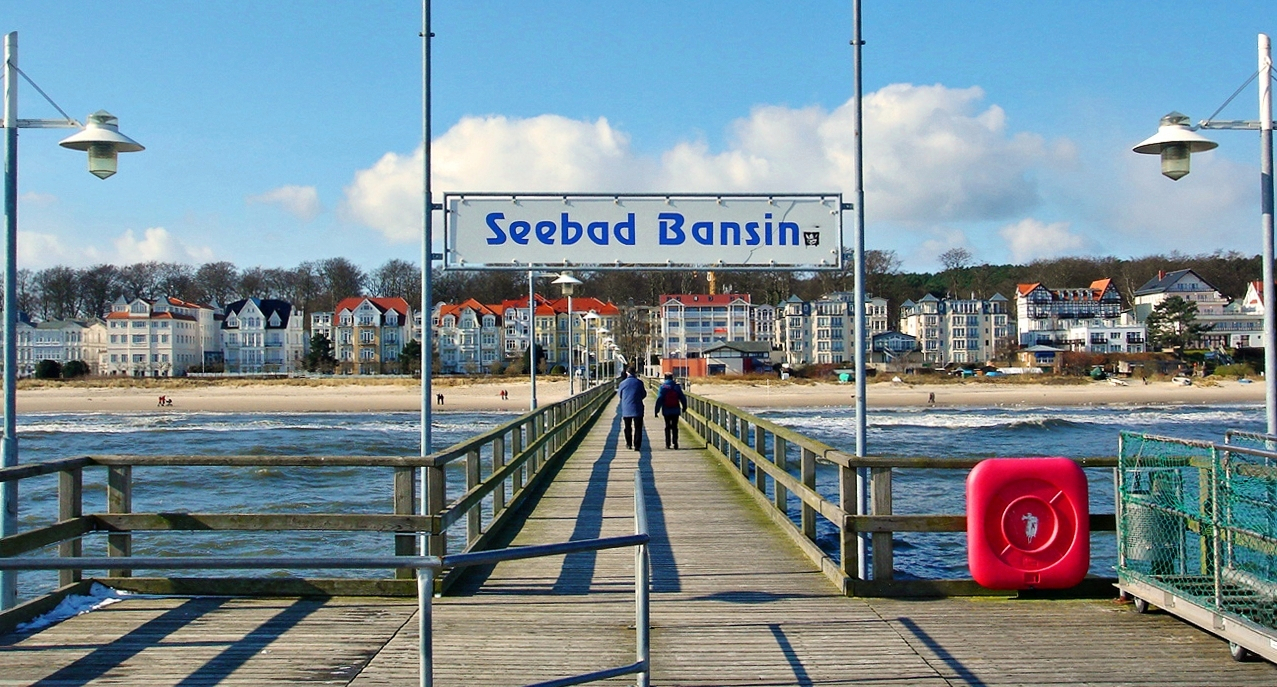
Bansinpromenaden sett från bryggan (Bäderarchitektur)
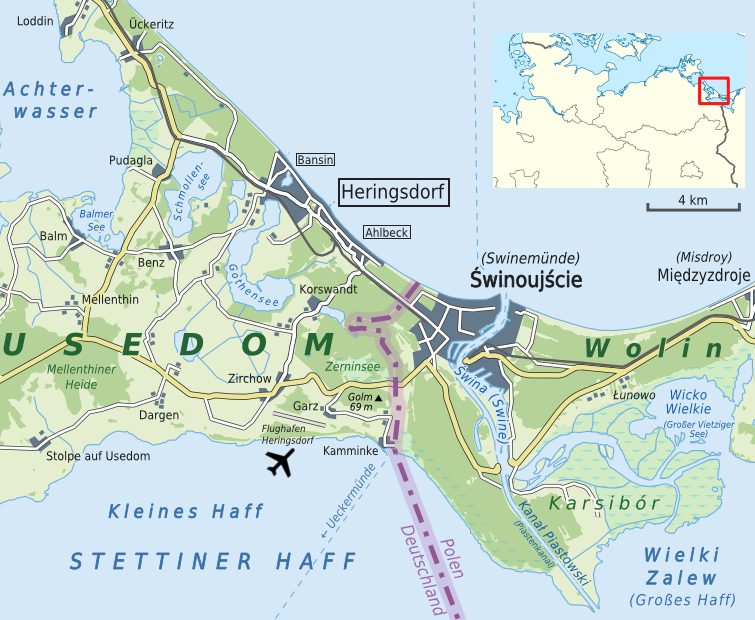
Karta över Heringsdorf med havet och distrikten Ahlbeck och Bansin samt grannstaden Swinemünde / Świnoujście i Polen